# Georg Waldvogel
Georg Waldvogel is een Duits voormalig schansspringer. 

## Biografie
Waldvogel maakte zijn debuut in de wereldbeker schansspringen op 30 oktober 1980 tijdens de wedstrijd in Oberstdorf. De hoogste eindklassering in de wereldbeker behaalde hij in 1983, toen hij in het eindklassement op een 38e plaats eindigde, met een puntentotaal van 19.
In 1984 nam hij deel aan het schansspringen bij de Olympische Winterspelen 1984 in Sarajevo. Op de 90 meter schans eindigde hij als 38e terwijl hij op de 70 meter schans eindigde als 22e.

## Resultaten

### Olympische Spelen
| Jaar | Plaats   | Resultaten      |
| ---- | -------- | --------------- |
| 1984 | Sarajevo | 22e K70 38e K90 |

### Wereldkampioenschappen
| Jaar | Plaats  | Resultaten      |
| ---- | ------- | --------------- |
| 1982 | Oslo    | 50e K90         |
| 1985 | Seefeld | 30e K70 52e K90 |

### Wereldbeker
Eindklasseringen
| Seizoen   | Algm |
| --------- | ---- |
| 1981/1982 | 42e  |
| 1982/1983 | 38e  |
| 1983/1984 | 61e  |